# Куржей, Станислав Павлович
Станисла́в Па́влович Курже́й (31 мая 1924, Подольская губерния, УССР — 13 июня 2014, Экибастуз, Павлодарская область, Казахстан) — советский шахтёр, генеральный директор производственного объединения «Экибастузуголь», Герой Социалистического Труда (1980), лауреат Государственной премии СССР.

## Биография
Родился 31 мая 1924 года в селе Шаровечка Проскуровского уезда Подольской губернии Украинской ССР (ныне Хмельницкого района Хмельницкой области Украины). В 1939 году его семью как поляков выслали в Казахскую ССР.
С 1941 года работал на угольной шахте в Караганде. После Великой Отечественной войны окончил горный техникум и был назначен начальником участка. Окончил высшие инженерные курсы при Томском политехническом институте имени С. М. Кирова и в 1957 году был направлен в Экибастуз на должность заместителя главного инженера вскрышного разреза.
С ноября 1970 года — первый директор угольного разреза «Богатырь».
Указом Президиума Верховного Совета СССР от 29 августа 1980 года удостоен звания Героя Социалистического Труда за «выдающиеся производственные успехи, достигнутые при сооружении и эксплуатации разреза „Богатырь“ производственного объединения „Экибастузуголь“, и проявленную при этом трудовую доблесть» с вручением ордена Ленина и золотой медали «Серп и Молот».
В 1976—1988 годах — генеральный директор производственного объединения «Экибастузуголь».
Избирался делегатом XXVI съезда КПСС, депутатом Верховного Совета Казахской ССР 11 — го созыва (1985—1990) от Экибастузского избирательного округа № 327.
С 1988 года на пенсии. Персональный пенсионер союзного значения.
Трагически погиб 13 июня 2014 года на 91-м году жизни от ножевых ранений, нанесённых ему преступниками во время ночного ограбления дома. Спустя полгода 23-летний убийца, как оказалось, знакомый с погибшим, был приговорён к 20-летнему лишению свободы в колонии особого режима с конфискацией имущества.

## Награды и звания
Указом Президиума Верховного Совета СССР в 1980 году присвоено звание Героя Социалистического Труда с вручением золотой медали «Серп и Молот». Награждён двумя орденами Ленина, орденом Трудового Красного Знамени, орденом Знамени Труда III степени (ГДР), орденом Дружбы II степени (Казахстан); полный кавалер знака «Шахтёрская слава». Лауреат Государственной премии СССР в области техники (1978), заслуженный шахтёр Казахской ССР (1963). Почётный гражданин Экибастуза (1994).
Почётный гражданин Павлодарской области (2009).